# Radar AN/APG-68
Radar AN/APG-68 – amerykański lotniczy radar dopplerowski używany w części dziobowej samolotów wielozadaniowych F-16C/D, z możliwością wykrywania celów powietrznych oraz naziemnych, w tym także w wysokiej rozdzielczości trybie SAR. Apertura pozioma i pionowa pracującego w paśmie X radaru wynosi 120°, zasięg 65 km w trybie „look up” oraz 50 km w trybie „look down” (cele lądowe). W wersji APG-68(V)9 dla samolotów F-16 Block 52+ zasięg w walce powietrznej wzrasta do 85 km. Tryb SAR pozwala na obrazowanie powierzchni celem wykrywania i śledzenia celów lądowych. W wersjach Block 60 i Block 70, APG-68 zastąpiony został przez radar AN/APG-83 SABR.